# Монтіселло (Арканзас)
Монтіселло (англ. Monticello) — місто (англ. city) в США, адміністративний центр округу Дру штату Арканзас. Населення — 8442 особи (2020).

## Географія
Монтіселло розташоване на висоті 89 метрів над рівнем моря за координатами 33°37′29″ пн. ш. 91°47′37″ зх. д. / 33.62472° пн. ш. 91.79361° зх. д. (33.624768, -91.793712).  За даними Бюро перепису населення США в 2010 році місто мало площу 28,58 км², з яких 28,54 км² — суходіл та 0,04 км² — водойми.

### Клімат
| Клімат : Монтіселло          | Клімат : Монтіселло | Клімат : Монтіселло | Клімат : Монтіселло | Клімат : Монтіселло | Клімат : Монтіселло | Клімат : Монтіселло | Клімат : Монтіселло | Клімат : Монтіселло | Клімат : Монтіселло | Клімат : Монтіселло | Клімат : Монтіселло | Клімат : Монтіселло | Клімат : Монтіселло |
| Показник                     | Січ.                | Лют.                | Бер.                | Квіт.               | Трав.               | Черв.               | Лип.                | Серп.               | Вер.                | Жовт.               | Лист.               | Груд.               | Рік                 |
| Абсолютний максимум, °C      | 28,3                | 29,4                | 31,7                | 35,6                | 36,7                | 40,0                | 42,8                | 41,7                | 42,2                | 35,6                | 31,7                | 27,8                | 42,8                |
| Середній максимум, °C        | 11,7                | 14,4                | 19,4                | 23,9                | 27,8                | 31,7                | 33,3                | 33,3                | 30,6                | 24,4                | 18,3                | 12,8                | 23,5                |
| Середній мінімум, °C         | 0,6                 | 3,3                 | 6,7                 | 11,1                | 16,1                | 20,6                | 22,2                | 21,7                | 17,8                | 11,7                | 6,7                 | 2,2                 | 11,8                |
| Абсолютний мінімум, °C       | −21,1               | −21,1               | −11,7               | −5,6                | 2,2                 | 7,8                 | 11,1                | 9,4                 | 1,7                 | −4,4                | −11,7               | −17,8               | −21,1               |
| Норма опадів, мм             | 119                 | 131                 | 131                 | 122                 | 128                 | 104                 | 91                  | 72                  | 75                  | 118                 | 130                 | 143                 | 1364                |
| ---------------------------- | ------------------- | ------------------- | ------------------- | ------------------- | ------------------- | ------------------- | ------------------- | ------------------- | ------------------- | ------------------- | ------------------- | ------------------- | ------------------- |
| Джерело: The Weather Channel |                     |                     |                     |                     |                     |                     |                     |                     |                     |                     |                     |                     |                     |

## Демографія
Згідно з переписом 2010 року, у місті мешкало 9467 осіб у 3697 домогосподарствах у складі 2304 родин. Густота населення становила 331 особа/км².  Було 4093 помешкання (143/км²). 
Расовий склад населення:
| - 60,1 % — білих - 36,4 % — чорних або афроамериканців - 0,7 % — азіатів - 0,2 % — корінних американців - 1,3 % — осіб інших рас |

До двох чи більше рас належало 1,2 %. Іспаномовні складали 2,3 % від усіх жителів.
За віковим діапазоном населення розподілялося таким чином: 24,0 % — особи молодші 18 років, 62,2 % — особи у віці 18—64 років, 13,8 % — особи у віці 65 років та старші. Медіана віку мешканця становила 31,9 року. На 100 осіб жіночої статі у місті припадало 89,9 чоловіків;  на 100 жінок у віці від 18 років та старших — 84,9 чоловіків також старших 18 років.
Середній дохід на одне домашнє господарство  становив 37 254 долари США (медіана — 25 123), а середній дохід на одну сім'ю — 44 694 долари (медіана — 33 105). Медіана доходів становила 36 319 доларів для чоловіків та 30 979 доларів для жінок. За межею бідності перебувало 39,2 % осіб, у тому числі 50,6 % дітей у віці до 18 років та 10,3 % осіб у віці 65 років та старших.
Цивільне працевлаштоване населення становило 3867 осіб. Основні галузі зайнятості: освіта, охорона здоров'я та соціальна допомога — 36,1 %, роздрібна торгівля — 12,9 %, мистецтво, розваги та відпочинок — 12,9 %.
За даними перепису населення 2000 року в Монтіселло проживало 9146 осіб, 2316 сімей, налічувалося 3592 домашніх господарств і 3972 житлових будинки. Середня густота населення становила близько 329 осіб на один квадратний кілометр. Расовий склад Монтіселло за даними перепису розподілився таким чином: 64,96 % білих, 32,62 % — чорних або афроамериканців, 0,15 % — корінних американців, 0,70 % — азіатів, 0,01 % — вихідців з тихоокеанських островів, 0,98 % — представників змішаних рас, 0,58 % — інших народів. Іспаномовні склали 1,29 % від усіх жителів міста.
З 3592 домашніх господарств в 32,5 % — виховували дітей віком до 18 років, 42,5 % представляли собою подружні пари, які спільно проживали, в 18,3 % сімей жінки проживали без чоловіків, 35,5 % не мали сімей. 29,3 % від загального числа сімей на момент перепису жили самостійно, при цьому 11,2 % склали самотні літні люди у віці 65 років та старше. Середній розмір домашнього господарства склав 2,37 особи, а середній розмір родини — 2,94 особи.
Населення міста за віковим діапазоном за даними перепису 2000 року розподілилося таким чином: 25,8 % — жителі молодше 18 років, 16,1 % — між 18 і 24 роками, 25,9 % — від 25 до 44 років, 18,7 % — від 45 до 64 років і 13,4 % — у віці 65 років та старше. Середній вік мешканця склав 31 рік. На кожні 100 жінок в Монтіселло припадало 87,2 чоловіків, у віці від 18 років та старше — 83,5 чоловіків також старше 18 років.
Середній дохід на одне домашнє господарство в місті склав 26 821 долар США, а середній дохід на одну сім'ю — 36 615 доларів. При цьому чоловіки мали середній дохід в 32 029 доларів США на рік проти 21 546 доларів середньорічного доходу у жінок. Дохід на душу населення в місті склав 16 113 доларів на рік. 14,8 % від усього числа сімей в окрузі і 20,1 % від усієї чисельності населення перебувало на момент перепису населення за межею бідності, при цьому 24,5 % з них були молодші 18 років і 20,2 % — у віці 65 років та старше.

## Історія
З утворенням 1846 року округу Дру його мешканці прийняли рішення про будівництво нового міста, яке повинне був стати адміністративним центром новосформованої території. 1849 року під закладку населеного пункту була виділена крупна ділянка землі, 1851 року на ділянці споруджено будинок окружного суду, а 1857 року — будівлю другого суду округу.
Під час Громадянської війни в околицях Монтіселло сталося кілька військових сутичок між військовими підрозділами союзників та конфедератів, а будівля Жіночої академії Роджерса використовувалася як тимчасовий госпіталь для солдат Конфедерації.

## Відомі уродженці та жителі
- Родні Шелтон Фосс — офіцер Військово-морських сил США, загиблий в Перл-Гарборі
- Ерік Рід — гравець в Головної ліги бейсболу
- Джеймс Мілтон Керролл — баптистський священик та історик
- Вільям Слімонс — колишній член Палати представників США від Арканзасу.